# 重慶大轟炸遺址群
重慶大轟炸遺址位於重慶市渝中區磁器街、人民公園內、北碚區文星灣，含抗戰民用防空洞、重慶市消防人員殉職紀念碑、北碚報警台。「六·五」隧道慘案遺址并入該遺址群。

## 历史
文物遺址年代為1941年，2009年12月15日列為第二批重慶市文物保護單位。